# Talang Koto Pulai Tapan
Talang Koto Pulai Tapan is een bestuurslaag in het regentschap Zuid-Pesisir van de provincie West-Sumatra, Indonesië. Talang Koto Pulai Tapan telt 3184 inwoners (volkstelling 2010).